# Hypo-Meeting 2014
Hypo-Meeting 2014 – 40. edycja zawodów lekkoatletycznych w konkurencjach wielobojowych rozegrana 31 maja i 1 czerwca w austriackim Götzis. Mityng był trzecią odsłoną cyklu IAAF Combined Events Challenge w sezonie 2014.

## Rezultaty
| Konkurencja:           | 1. miejsce                | Rezultat     | 2. miejsce            | Rezultat  | 3. miejsce      | Rezultat  |
| Dziesięciobój mężczyzn | Trey Hardee               | 8518 pkt. WL | Kai Kazmirek          | 8471 pkt. | Rico Freimuth   | 8317 pkt. |
| Siedmiobój kobiet      | Katarina Johnson-Thompson | 6682 pkt. WL | Brianne Theisen-Eaton | 6641 pkt. | Dafne Schippers | 6545 pkt. |

## Rekordy
Podczas mityngu ustanowiono 4 krajowe rekordy w kategorii seniorów:
| Zawodnik              | Reprezentacja | Konkurencja                | Rezultat  |
| --------------------- | ------------- | -------------------------- | --------- |
| Dafne Schippers       | Holandia      | bieg na 200 metrów         | 22,35     |
| Brianne Theisen-Eaton | Kanada        | siedmiobój lekkoatletyczny | 6641 pkt. |
| Dafne Schippers       | Holandia      | siedmiobój lekkoatletyczny | 6545 pkt. |
| Nafissatou Thiam      | Belgia        | siedmiobój lekkoatletyczny | 6508 pkt. |